# Magnolia allenii
Espèce
Statut de conservation UICN

 EN B1ab(iii) : En danger
Magnolia allenii est une espèce de plantes à fleurs de la famille des Magnoliaceae. C'est un arbre endémique du Panamá.

## Description
C'est un arbre qui mesure jusqu'à 30 m de haut, son tronc est droit et l'écorce est de couleur grise. Les fleurs sont blanches.

## Répartition et habitat
Cette espèce est présente dans l'ouest du Panamá.